# Mittelottersbach
Mittelottersbach ist ein Ortsteil der Gemeinde Eitorf im  Rhein-Sieg-Kreis (Nordrhein-Westfalen). Der Weiler ist ein Kapellenort im Ottersbachtal.

## Lage
Mittelottersbach liegt westlich des Ottersbaches im Nutscheid. Benachbarte Weiler sind, neben dem direkt angrenzenden Oberottersbach, Niederottersbach, Rankenhohn und Wilbertzhohn sowie Lüttershausen in der Gemeinde Windeck.

## Einwohner
1885 hatte Mittelottersbach sechs Wohngebäude und 20 Einwohner.
1925 waren hier vier Haushalte verzeichnet: die Ackerer Peter Hänscheid, Christian Schlimm, Peter Schiefen und Karl Welteroth.